# Birkenwerder
Birkenwerder är en kommun och ort i Landkreis Oberhavel i förbundslandet Brandenburg i Tyskland.